# Götaland
Il Götaland () è una regione storica della Svezia. Geograficamente è situata nel sud della Svezia e confina a nord con lo Svealand, attraverso le foreste di Tiveden, Tylöskog e Kolmådren che fanno da confine.
Il Götaland consisteva una volta in piccoli regni, i cui abitanti si chiamavano Gutar nell'antico norvegese, e che oggi sono detti anche Gotlandi. Gli storici affermano che da essi provengano i Geati (quelli che rimasero nella Götaland, famosi nell'opera del Beowulf) e i Goti (quelli che emigrarono dalla Götaland diventando Ostrogoti e Visigoti), una delle principali tribù germaniche che invasero l'Europa alla fine e dopo l'Impero romano d'Occidente.

## Geografia
L'area comprende le dieci province storiche, note anche come Landskap (paesaggio), Blekinge, Bohuslän, Dalsland, Gotland, Halland, Öland, Östergötland, Småland, Schonen (Scania) e Västergötland (Westergötland). Il confine settentrionale del Götaland si estende dal Mar Baltico in direzione ovest, lungo i grandi laghi Vättern e Vänern, fino alle montagne del confine svedese-norvegese a nord-ovest. A nord, confina con lo Svealand, che costituisce la parte centrale della Svezia.
Il Götaland ha una superficie di 97.220,72 chilometri quadrati e una popolazione di 4,88 milioni di abitanti.

## Storia

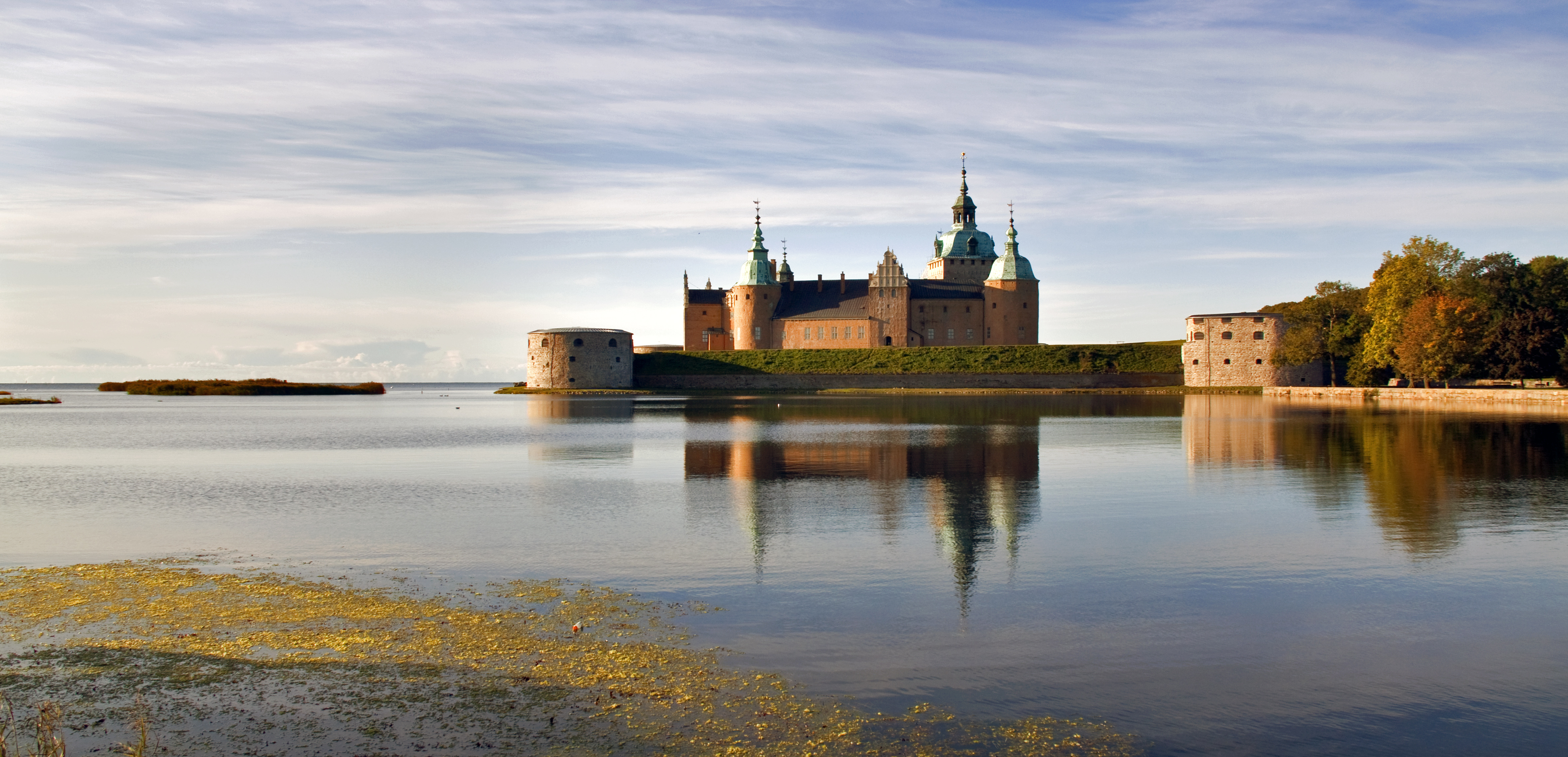
Castello di Kalmar

Altri nomi antichi della regione sono Gothia, Gothlan[d] e Gotland. Un tempo era costituita da regni sovrani i cui abitanti erano chiamati Gautar in norreno antico. Si ipotizza che questi fossero i Geati, il popolo di Beowulf dell'omonima epopea antico-inglese. Secondo altre ipotesi, la regione era il luogo di origine dei Goti. Gli abitanti della regione furono indicati come Gotarna dal geografo greco Claudio Tolomeo già nel 150 d.C..
Solo nel tardo Medioevo il Götaland iniziò a essere considerato parte della Svezia. Nelle fonti norrene e inglesi antiche, il Götaland era ancora descritto come una regione autonoma e indipendente dalla Svezia. In una fonte del 1384, Bo Jonsson Grip, consigliere e proprietario terriero, descrive la Svezia come composta da Svealand, Österland e Götaland. Tuttavia, Karl Sverkersson si era già proclamato re degli Sueoni e dei Gotlandi, i due gruppi etnici che apparentemente univano tutte le tribù della Svezia.
Småland, Öland e Dalsland erano già considerate terre appartenenti al Götaland durante il Medioevo scandinavo (XII-XV secolo). Il Värmland faceva ancora parte del Götaland all'inizio del XIX secolo. 
Lo Småland era ricco di profonde foreste di conifere, soprattutto nel sud, e aveva un'importanza minore per il Götaland rispetto alle aree agricole del Västergötland e dell'Östergötland. Ma sulla costa del Mar Baltico sorgeva l'importante città di Kalmar. Nel 1397, nel castello di Kalmar, fu proclamata l'Unione di Kalmar, un'unione personale dei tre Paesi di Svezia, Danimarca e Norvegia sotto un unico re - o inizialmente una sola regina, dato che la regina Margherita I divenne la prima sovrana di questo, il più grande degli Stati scandinavi.
Blekinge, Bohuslän, Halland e Skåne furono concessi alla Svezia nella Pace di Roskilde del 1658. In precedenza il Bohuslän apparteneva alla Norvegia e le altre province alla Danimarca. Da allora, queste province appartengono al Götaland. Le ex province danesi sono chiamate collettivamente Skåneland.

## Province
Il Götaland include le seguenti 10 province:
| Stemma | Provincia     | Nome latino  |
| ------ | ------------- | ------------ |
|        | Bohuslän      | Bahusia      |
|        | Blekinge      | Blechingia   |
|        | Dalsland      | Dalia        |
|        | Gotland       | Gotlandia    |
|        | Halland       | Hallandia    |
|        | Scania        | Scania       |
|        | Småland       | Smolandia    |
|        | Västergötland | Westrogothia |
|        | Östergötland  | Ostrogothia  |
|        | Öland         | Oelandia     |